# Collegio di Kensington and Bayswater
Kensington and Bayswater è un collegio elettorale inglese situato nella Grande Londra, e rappresentato alla Camera dei Comuni del Parlamento del Regno Unito. Elegge un membro del Parlamento con il sistema first-past-the-post, ossia maggioritario a turno unico; l'attuale parlamentare è Joe Powell del Partito Laburista, che rappresenta il collegio dal 2024.

## Estensione
Il collegio comprende i seguenti ward elettorali:
- Abingdon, Brompton and Hans Town, Campden, Colville, Courtfield, Dalgarno, Earl's Court, Golborne, Holland, Norland, Notting Dale, Pembridge, Queen's Gate e St Helen's nel borgo reale di Kensington e Chelsea;
- Bayswater e Lancaster Gate nella città di Westminster.

## Membri del Parlamento
| Elezione | Elezione | Deputato   | Partito   |
| -------- | -------- | ---------- | --------- |
|          | 2024     | Joe Powell | Laburista |

## Elezioni

### Elezioni negli anni 2020
| Partito                    | Partito                                      | Candidato                          | Risultati 4 luglio 2024 | Risultati 4 luglio 2024 |
| Partito                    | Partito                                      | Candidato                          | Voti                    | %                       |
| -------------------------- | -------------------------------------------- | ---------------------------------- | ----------------------- | ----------------------- |
|                            | Laburista                                    | Joe Powell                         | 17 025                  | 40,63                   |
|                            | Conservatore                                 | Felicity Buchan                    | 14 122                  | 33,70                   |
|                            | Lib Dem                                      | William Houngbo                    | 2 910                   | 6,94                    |
|                            | Verdi                                        | Mona Adam                          | 2 732                   | 6,52                    |
|                            | Reform UK                                    | Marc Burca                         | 2 514                   | 6,00                    |
|                            | Indipendente                                 | Emma Dent Coad                     | 1 824                   | 4,35                    |
|                            | Rejoin EU                                    | John Stevens                       | 485                     | 1,16                    |
|                            | Party of Women                               | Una O'Mahony                       | 116                     | 0,28                    |
|                            | Popoli Cristiani                             | Roger Phillips                     | 114                     | 0,27                    |
|                            | Indipendente                                 | Emperor of India Prince Ankit Love | 65                      | 0,16                    |
|                            |                                              |                                    |                         |                         |
| Iscritti                   | Iscritti                                     | Iscritti                           | 77 306                  | 100,00                  |
| ↳ Votanti (% su iscritti)  | ↳ Votanti (% su iscritti)                    | ↳ Votanti (% su iscritti)          | 41 908                  | 54,21                   |
| ↳ Astenuti (% su iscritti) | ↳ Astenuti (% su iscritti)                   | ↳ Astenuti (% su iscritti)         | 35 398                  | 45,79                   |
|                            |                                              |                                    |                         |                         |
|                            | Esito: collegio a Laburista (nuovo collegio) |                                    |                         |                         |